# Zena Marshall
Zena Moyra Marshall (Nairóbi, 1 de janeiro de 1925 - Londres, 10 de julho de 2009) foi uma atriz britânica de cinema e televisão.
Sua carreira começou no teatro, no início da década de 40, e em 1945, no cinema, com um pequeno papel em César e Cleopátra,  com Claude Rains e Vivien Leigh, o mesmo filme em que Roger Moore, que seria o segundo Bond no cinema, estreou como figurante. Seu jeito exótico fez com que acabasse sendo usada para papéis étnicos, como italianas e asiáticas, na televisão e em filmes europeus. 
Foi com um destes personagens, a chinesa Miss Taro, que Zena acabou sendo reconhecida internacionalmente, ao participar do primeiro filme da série de James Bond, 007 contra o Satânico Dr. No, no qual faz uma bond girl vilã, apesar de ser cinco anos mais velha que o ator principal, Sean Connery.
Outro filme de sucesso que fez nos anos 1960 foi Estes Homens Maravilhosos e suas Máquinas Voadoras, uma comédia 'all-star', liderada por Terry-Thomas. Nos anos 1950 e 1960, Zena participou de diversas séries de televisão, encerrando sua carreira nas telas em 1971.